# Jared Donaldson

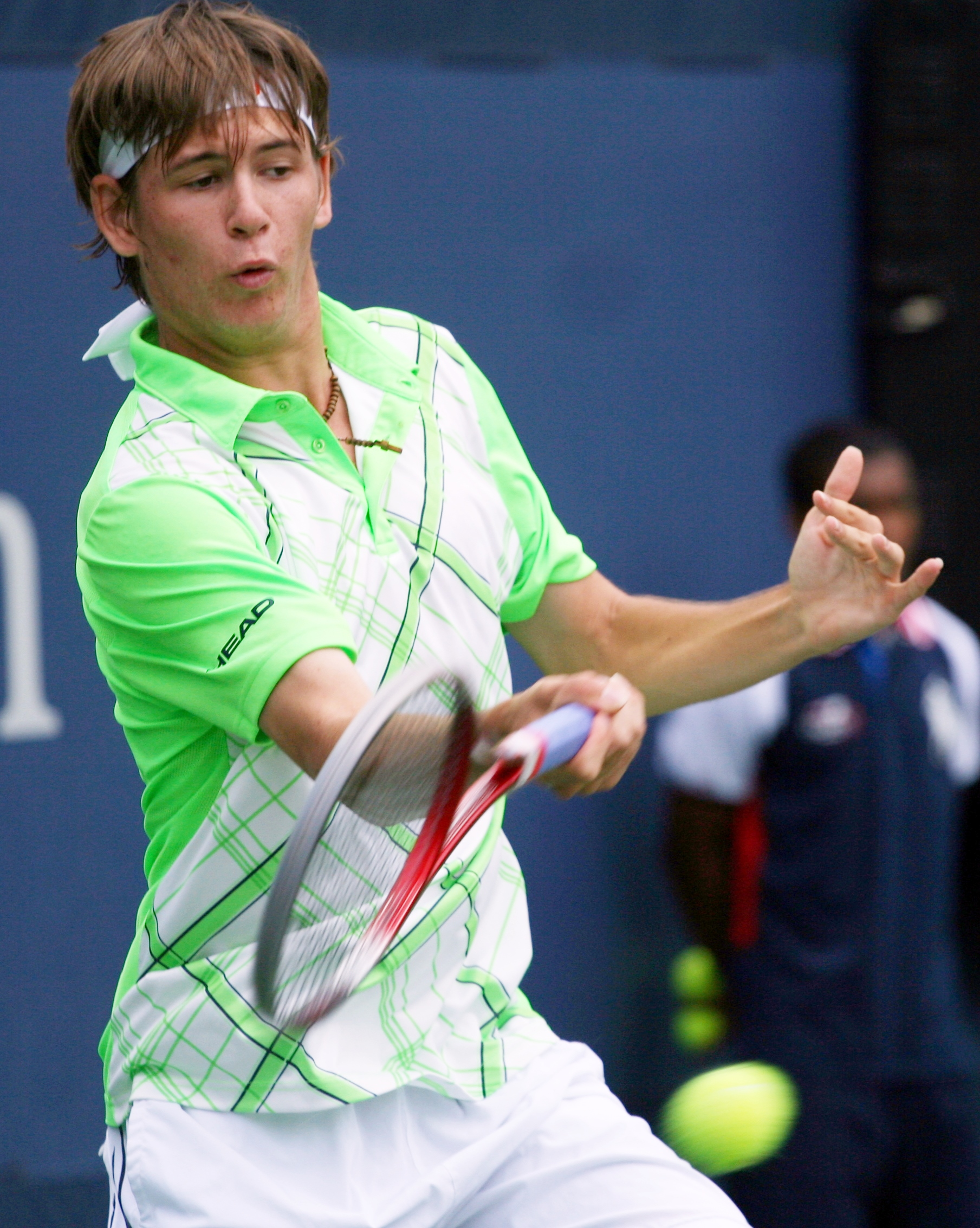
Forhend na juniorce US Open 2013

Jared Donaldson (* 9. října 1996 Providence) je americký profesionální tenista. Ve své dosavadní kariéře na okruhu ATP World Tour nevyhrál žádný turnaj. Na challengerech ATP a okruhu ITF získal do září 2016 čtyři tituly ve dvouhře a jeden ve čtyřhře.
Na žebříčku ATP byl ve dvouhře nejvýše klasifikován v srpnu 2016 na 122. místě a ve čtyřhře pak v únoru 2015 na 327. místě. Trénuje ho bývalý americký tenista Taylor Dent.
V americkém daviscupovém týmu neodehrál do roku 2017 žádné utkání.

## Tenisová kariéra

### Počáteční fáze
V šestnácti letech se probojoval do finále Amerického mistrovství juniorů 2013 v kategorii 18letých, organizovaného Americkým tenisovým svazem, v němž podlehl Collinu Altamiranovi.
V rámci hlavních soutěží událostí okruhu ITF debutoval jako 16letý v říjnu 2012, když prošel kvalifikací ve venezuelském Caracasu. Po dvou výhrách vypadl ve čtvrtfinále s Venezuelcem Robertem Maytinem. Premiérový singlový titul na challengerech si odvezl z únorového Royal Lahaina Challengeru 2015 na havajském Maui, kde ve finále přehrál krajana Nicolase Meistera ve dvou setech. Cestou pavoukem neztratil žádný set. Na události vybojoval i trofej ze čtyřhry se Stefanem Kozlovem. Bodový zisk mu v následném vydání žebříčku ATP, z 2. února 2015, zajistil první průnik mezi dvě stě nejlepších tenistů. Danou sezónu zakončil na 135. příčce jako pátý teenager pořadí světové klasifikace za Ćorićem, Čchungem, Kokkinakisem a Alexandrem Zverevem.

### ATP World Tour
Ve dvouhře okruhu ATP World Tour debutoval na letním Citi Open 2014 ve Washingtonu, D.C. Z pozice kvalifikanta vypadl v úvodním kole dvouhry s krajanem Rajeevem Ramem po třísetovém průběhu. Premiérový kariérní vyhraný zápas v této úrovni dosáhl na Memphis Open 2015, kam obdržel divokou kartu. V první fázi vyřadil Stefana Kozlova, aby poté skončil na raketě Sama Querreyho. V rámci série ATP Masters odehrál první utkání na srpnovém Western & Southern Open 2015 v Cincinnati, kde se díky divoké kartě vyhnul kvalifikaci. Na úvod přehrál Francouze Nicolase Mahuta, aby jej následně zastavil polský tenista Jerzy Janowicz. V letní travnaté části sezóny 2016 jej vyřadilo ze tří challengerů a Wimbledonu poranění ramene.
Debut v hlavní soutěži nejvyšší grandslamové kategorie zaznamenal díky divoké kartě v mužském singlu US Open 2014, kde v otevíracím duelu podlehl Francouzi Gaëlu Monfilsovi. Následující rok opět nemusel do kvalifikace a v první fázi mužském singlu US Open 2015 jej vyřadil Lukáš Rosol. Po zvládnutém tříkolovém kvalifikačním turnaji US Open 2016, v němž na jeho raketě zůstali Eduardo Struvay, Jordi Samper-Montaña a Kolumbijec Santiago Giraldo, nastoupil do singlové soutěže. V úvodním kole si poradil s dvanáctým nasazeným Belgičanem Davidem Goffinem. Ve druhém pak přehrál Srba Viktora Troického, aby jej následně vyřadila chorvatská turnajová jednadvacítka Ivo Karlović ve třech sadách.

## Finále na challengerech ATP
| Legenda                    |
| -------------------------- |
| Challengery (1–2 D; 1–0 Č) |

### Dvouhra: 3 (1–2)
| Stav      | č. | datum          | turnaj                    | povrch | soupeř ve finále | výsledek      |
| --------- | -- | -------------- | ------------------------- | ------ | ---------------- | ------------- |
| Vítěz     | 1. | 1. února 2015  | Maui, Spojené státy       | tvrdý  | Nicolas Meister  | 6–1, 6–4      |
| Finalista | 2. | 10. října 2015 | Sacramento, Spojené státy | tvrdý  | Taylor Fritz     | 4–6, 6–3, 4–6 |
| Finalista | 3. | 24. dubna 2016 | Savannah, Spojené státy   | antuka | Bjorn Fratangelo | 1–6, 3–6      |

### Čtyřhra: 1 (1–0)
| Stav  | č. | datum         | turnaj              | povrch | spoluhráč     | soupeři ve finále             | výsledek |
| ----- | -- | ------------- | ------------------- | ------ | ------------- | ----------------------------- | -------- |
| Vítěz | 1. | 1. února 2015 | Maui, Spojené státy | tvrdý  | Stefan Kozlov | Chase Buchanan Rhyne Williams | 6–3, 6–4 |